# 勻棘深海鰩
勻棘深海鰩（學名：Bathyraja isotrachys），為軟骨魚綱鰩目單鰭鰩科深海鰩屬的一種，分布於西北太平洋鄂霍次克海到日本南部海域，深度370至2000公尺，體長可達76.2公分，棲息在深海沙泥底質海域，為底棲性魚類，卵生，雌魚會產下帶有角的長方形卵囊，通常成對出現，幼魚可能會跟隨較大的個體，屬肉食性，生活習性不明。